# Denijal Pirić
Denijal Pirić (parfois aussi appelé Danial Pirić), né le 27 septembre 1946, est un footballeur puis entraîneur yougoslave et bosnien évoluant au poste de milieu de terrain.

## Biographie

### Carrière en club
Pirić commence sa carrière professionnelle en 1965 sous les couleurs du Dinamo Zagreb. Il y joue sept ans, finissant trois fois deuxième du championnat yougoslave, et remportant à deux reprises la Coupe de Yougoslavie en 1965 et en 1969, ainsi que la Coupe des villes de foires en 1967.
En 1972, il quitte Zagreb pour rejoindre le FK Sarajevo, où il joue pendant cinq ans avant d'arrêter sa carrière
Le bilan de sa carrière en première division yougoslave est de 204 matchs joués, pour 16 buts marqués. Dans les compétitions européennes, son bilan s'élève à 15 matchs en Coupe de l'UEFA, et 4 en Coupe des coupes.

### Carrière internationale
Denijal Pirić joue un total de six matches avec l'équipe nationale yougoslave entre 1969 et 1970.
Il joue son premier match en équipe nationale le 30 avril 1969 dans le cadre des éliminatoires de la Coupe du monde 1970 face à l'Espagne. Son dernier match international a lieu lors d'un match amical face à l'Allemagne de l'Ouest le 18 novembre 1970.
Il dispute notamment deux matchs comptant pour les éliminatoires de la Coupe du monde 1970, face à l'Espagne (défaite 2-0), et la Finlande (victoire 5-1), inscrivant son unique but en sélection à cette occasion.

### Carrière d'entraîneur
À la fin de sa carrière, Denijal Pirić passe ses diplômes d'entraîneur et devient entraîneur du FK Sarajevo entre 1986 et 1988, poste qu'il occupe à nouveau en 1996 puis entre 2000 et 2001.
Il intègre par la suite le staff technique de la sélection bosniaque, d'abord en tant qu'entraîneur des équipes jeunes puis directeur technique par la suite,. Il assure notamment l'intérim à la tête de la sélection après le renvoi de Meho Kodro le 17 mai 2008, disputant un match amical face à l'Azerbaïdjan le 1er juin 2008.

## Palmarès
Dinamo Zagreb
- Championnat de Yougoslavie (0)
  - Vice-champion : 1966, 1967 et 1969

- Coupe de Yougoslavie (2) :
  - Vainqueur : 1965 et 1969.

- Coupe des villes de foires (1) :
  - Vainqueur : 1967.

## Statistiques
| Saison                | Club                  | Championnat           | Championnat | Championnat | Coupe(s) nationale(s) | Coupe(s) nationale(s) | Compétition(s) continentale(s) | Compétition(s) continentale(s) | Compétition(s) continentale(s) | Total | Total |
| Saison                | Club                  | Division              | M.          | B.          | M.                    | B.                    | Comp.                          | M.                             | B.                             | M.    | B.    |
| 1964-1965             | Dinamo Zagreb         | D1                    | 9           | 1           | 4                     | 0                     | -                              | -                              | -                              | 13    | 1     |
| 1965-1966             | Dinamo Zagreb         | D1                    | 8           | 0           | 2                     | 0                     | -                              | -                              | -                              | 10    | 0     |
| 1966-1967             | Dinamo Zagreb         | D1                    | 3           | 0           | 0                     | 0                     | C3                             | 2                              | 0                              | 5     | 0     |
| 1967-1968             | Dinamo Zagreb         | D1                    | 24          | 0           | 2                     | 0                     | C3                             | 3                              | 0                              | 29    | 0     |
| 1968-1969             | Dinamo Zagreb         | D1                    | 26          | 3           | 6                     | 2                     | C3                             | 2                              | 0                              | 34    | 5     |
| 1969-1970             | Dinamo Zagreb         | D1                    | 20          | 3           | 4                     | 1                     | C2                             | 4                              | 0                              | 28    | 4     |
| 1970-1971             | Dinamo Zagreb         | D1                    | 21          | 0           | 3                     | 0                     | C3                             | 6                              | 0                              | 30    | 0     |
| 1971-1972             | Dinamo Zagreb         | D1                    | 25          | 4           | 4                     | 0                     | C3                             | 2                              | 0                              | 31    | 4     |
| Sous-total            | Sous-total            | Sous-total            | 136         | 10          | 25                    | 3                     | -                              | 19                             | 0                              | 180   | 13    |
| 1972-1973             | FK Sarajevo           | D1                    | 27          | 3           | -                     | -                     | -                              | -                              | -                              | 27    | 3     |
| 1973-1974             | FK Sarajevo           | D1                    | 0           | 0           | -                     | -                     | CM                             | 0                              | 0                              | 0     | 0     |
| 1974-1975             | FK Sarajevo           | D1                    | 6           | 1           | -                     | -                     | -                              | -                              | -                              | 6     | 1     |
| 1975-1976             | FK Sarajevo           | D1                    | 11          | 1           | -                     | -                     | -                              | -                              | -                              | 11    | 1     |
| 1976-1977             | FK Sarajevo           | D1                    | 24          | 1           | -                     | -                     | -                              | -                              | -                              | 24    | 1     |
| Sous-total            | Sous-total            | Sous-total            | 68          | 6           | -                     | -                     | -                              | 0                              | 0                              | 68    | 6     |
| Total sur la carrière | Total sur la carrière | Total sur la carrière | 204         | 16          | 25                    | 3                     | -                              | 19                             | 0                              | 248   | 19    |